# Céphalée
 Mise en garde médicale
Une céphalée, appelée familièrement mal de tête, est une douleur locale ressentie au niveau de la boîte crânienne ou parfois de la nuque. Cette douleur peut être latérale, souvent unilatérale, ou bien diffuse et généralisée. Elle se manifeste de façon très variée par des sensations d'oppression ou de compression, de martèlement, enfoncement, brûlure, picotement, fourmillement, écrasement[réf. souhaitée] ; et s'accompagne d'une sensibilité accrue au bruit et à la lumière, souvent source d'une tendance au repli).
Le mal de tête est extrêmement fréquent, dans la civilisation occidentale moderne en tout cas[réf. souhaitée]. Son traitement dépend en principe des causes sous-jacentes, mais en pratique passe presque toujours et uniquement par un antidouleur[réf. souhaitée] ; la relaxation et le calme aident aussi[réf. souhaitée]. Même lorsque la souffrance semble provenir de « dedans », ce sont des zones réparties autour de la boîte crânienne et de la nuque (9 zones) qui sont sensibles à la douleur, tandis que les tissus cérébraux eux-mêmes sont insensibles[réf. souhaitée].
Dans la grande majorité des cas, les céphalées ne sont d'aucune gravité[réf. souhaitée], mais certains tableaux cliniques associés doivent attirer l'attention du médecin. La céphalée peut être un symptôme (subjectif) de nombreuses causes, de maladies, bénignes ou plus sérieuses : c'est un symptôme dit non spécifique[réf. souhaitée]. 
Parmi les causes courantes figurent : fatigue, surmenage et privation de sommeil ; stress et anxiété ; exposition à certains médicaments, drogues ou pesticides ; coup de froid, rhume, sinusite, angine ou autre infection virale ; mal de dent ; menstruations ; boissons glacées ainsi que la gueule de bois consécutive à une consommation d'alcool, insolation, déshydratation, bruit. Il existe différentes classifications des céphalées.

## Classification
Les maux de tête sont majoritairement classifiés par la « Classification internationale des céphalées » (CIC) publiée par la Société internationale des céphalées (SIC), qui a également publié une deuxième édition. Cette classification est approuvée par l'Organisation mondiale de la santé (OMS).
D'autres classifications existent, l'une des premières datant de 1951. Le National Institutes of Health a développé un système de classification en 1962.

### Classification internationale actuelle (CIC-2)
La Classification internationale des céphalées (CIC) est une classification hiérarchique des céphalées publiée par la Société internationale des céphalées. Elle contient les critères diagnostiques (opérationnel) concernant les troubles et maux de tête. La première version de la classification, la CIC-1, a été publiée en 1988. La révision actuelle, la CIC-2, a été publiée en 2004.
La classification utilise des codes numériques. Le sommaire inclut 13 groupes de céphalées. Quatre d'entre eux sont classifiés en tant que céphalées primaires, 5-12 groupes en tant que céphalées secondaires, ainsi que les deux derniers concernant d'autres types de maux de tête.
Selon cette classification, les maux de tête peuvent être céphalées primaires (de certains types) ou secondaires (par autre maladie qui les provoque).

#### Céphalées primaires
La classification CIC-2 définit les migraines, céphalées de tension, l'algie vasculaire de la face et la céphalée chronique quotidienne. Également, d'après la classification, les céphalées liées à la toux, à l'effort et au coït, sont classées en tant que « céphalées primaires ». Les céphalées chroniques persistantes, et notamment les céphalées hypniques (liées au sommeil), sont également classées en tant que céphalées primaires. L'exposition à des médicaments, drogues, toxiques et à certains pesticides peut aussi induire des céphalées primaires,.

#### Céphalées secondaires
Les céphalées secondaires sont classifiés selon leur cause et non par leurs symptômes. D'après la classification de la CIC-2, les principaux types de céphalées secondaires incluent celles qui sont liées à un traumatisme crânien ou à un traumatisme des cervicales comme le « coup du lapin », l'hémorragie intra-cérébrale ou d'autres blessures. Les céphalées causées par des maladies vasculaires cérébrales ou aux cervicales par accident vasculaire cérébral (AVC) et accident ischémique transitoire, hémorragie intracrânien non traumatique, malformations vasculaires ou par artérite sont également définies en tant que céphalées secondaires. Ces types de maux de tête sont causés par thrombose des sinus veineux cérébraux ou différents troubles vasculaires intracrâniens. D'autres céphalées secondaires sont dues à des troubles intracrâniens non vasculaires. La CIC-2 classifie, en tant que céphalées secondaires, les maux de tête causés par l'ingestion de certaines substances ou par leur sevrage. Ces types de céphalées peuvent être causé par une surdose de médicaments ou par l'ingestion de certaines substances. Le SIDA/VIH, les infections intracrâniennes et les infections systémiques peuvent causer des céphalées secondaires. Le système de classification de la CIC-2 inclut les maux de tête associés aux troubles de l'hémostase dans la catégorie des céphalées secondaires. Cela signifie que les céphalées causées par dialyse, hypertension, hypothyroïdie et céphalalgie sont considérées comme des céphalées secondaires. Les céphalées secondaires, selon le système de classification du manuel, peuvent être dues à des dommages au visage incluant les dents, la mâchoire, ou aux articulations temporo-mandibulaires. Les maux de tête causés par des troubles mentaux tels que la somatisation ou les troubles psychotiques sont également des céphalées secondaires.

## Traitements

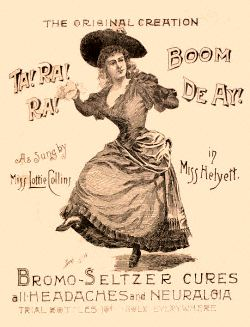
Ancienne publicité pour les traitements contre les céphalées.

### Céphalées aiguës
La plupart des céphalées ne requièrent pas d'attention médicale (sauf celles liées à des troubles accommodatifs) ; la plupart d'entre elles se soignent à l'aide d'analgésiques (anti-douleurs) comme le paracétamol/acétaminophène ou les anti-inflammatoires non stéroïdiens comme de l'aspirine, de l'ibuprofène ou du diclofénac. Les soins chiropratiques (incluant les manipulations vertébrales, les mobilisations, la thérapie musculaire et la prescription d'exercices) n’ont aucune efficacité et ne sont pas recommandées. Cependant, le traitement ostéopathique a démontré une efficacité avérée sur les patients souffrant de céphalées de tension (TTH), de migraine (MH) ou de céphalées cervicogènes (CGH) : " La méta-analyse a montré des différences statistiquement significatives en faveur de la thérapie manuelle à la fois après le traitement et au long terme."

### Céphalées chroniques
Selon certaines études, la consommation de cannabis et de cocaïne, ainsi que l’abus de vasoconstricteurs nasaux, peuvent être responsables de céphalées chroniques.

### Céphalée secondaire (causée par autre maladie)
Le traitement des céphalées secondaires implique le traitement de la cause du type de céphalée (voir plus haut).
Une étude montre qu'une correction optique totale après cycloplégie (au cyclopentolate) permet la disparition des céphalées dans 76,5 % des cas. Le cyclopentolate n'étant pas le cycloplégique le plus efficace, on peut penser que ce taux pourrait encore être amélioré en le remplaçant par l'atropine (5 à 10 jours d'instillation).

## Épidémiologie
À l’échelle mondiale, la prévalence des céphalées courantes chez l’adulte (mal symptomatique au moins une fois au cours de l’année écoulée : 2015) est de 47 %, tandis que la prévalence des céphalées chroniques primaires est inférieure à 5 %. Entre la moitié et les trois quarts des adultes âgés de 18 à 65 ans dans le monde ont eu mal à la tête au cours de l’année écoulée: 2015 et, parmi eux, plus de 10 % ont fait état d’une migraine. De 1,7 à 4 % de la population adulte mondiale est affectée par une céphalée durant au moins 15 jours par mois.
La plupart des céphalées sont bénignes. Près de 90 % sont des céphalées primaires ou essentielles (céphalées de tension chronique, céphalées mixtes associant migraine et céphalées de tension), par opposition aux céphalées secondaires ou consécutives à un trouble local (par exemple, une tumeur méningée).

## Fonctionnement de la douleur en soi
Le cerveau ne possède pas de récepteurs de la douleur (les nocicepteurs). Les signaux de douleurs sont perçus par d'autres structures à l'intérieur de la tête, notamment les vaisseaux sanguins, les muscles et les nerfs du cou, du visage et du cuir chevelu, les méninges. La douleur perçue en raison d'une tumeur du cerveau, d'une hémorragie cérébrale ou d'une infection, est le résultat de l'augmentation de la pression. Cette augmentation de la pression est produite par le gonflement du cerveau qui s'exerce sur les autres structures de la tête possédant des nocicepteurs.
Le mal de tête causé par le froid représente bien la nature de la douleur. En effet, quand l'humain mange un aliment très froid comme de la glace, la température au fond de la bouche baisse brutalement. Aux contact du froid, l'artère carotide et l'artère cérébrale antérieure qui alimentent le cerveau vont se contracter avant de se dilater. Ce phénomène engendre une douleur que l'on assimile au mal de tête. Le nerf trijumeau qui intervient dans la transmission des informations perçues au niveau de la face sera à l'origine de la transmission de la douleur. La douleur est donc projetée.